# Assos

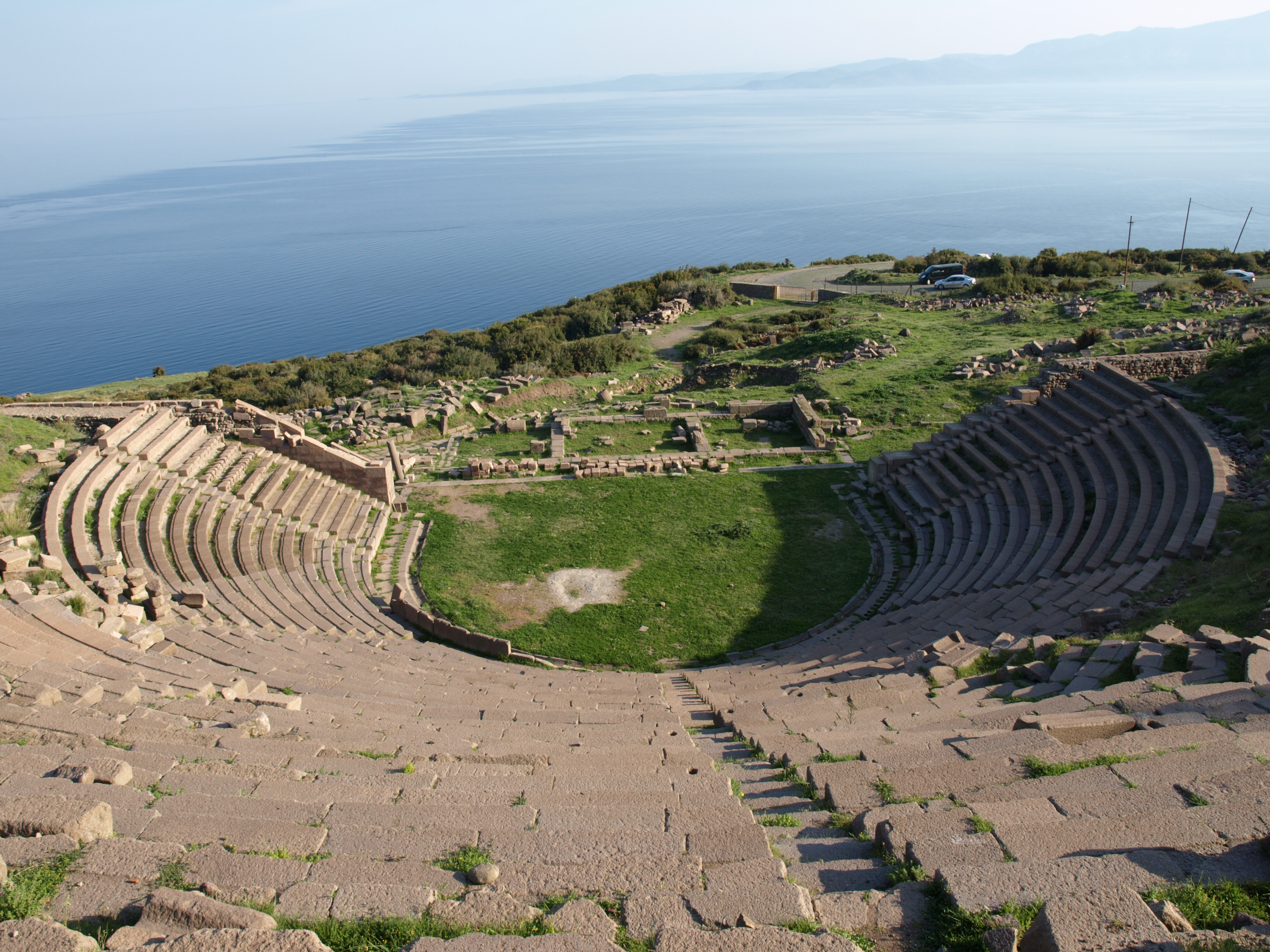
Theater van Assos

Assos (Grieks: Άσσος), officieel gekend onder de Turkse benaming Behramkale of kortweg Behram, is een antieke Griekse stad in de provincie Çanakkale in het westen van Turkije.

## Geschiedenis
De havenstad werd gesticht rond 1000-900 v.Chr. door Aeolische kolonisten van het eiland Lesbos. De stad lag op het schiereiland Biga, in Griekse tijden Troas geheten, niet ver van het oude Troje. De inwoners bouwden in de vroege 6e eeuw v.Chr. een tempel voor Pallas Athena. De tempel is bijzonder door het gebruik van Dorische zuilen, iets wat niet vaak voorkomt in Turkije.
Op uitnodiging van koning Hermias van Atarneus verbleven Aristoteles en Xenocrates tussen 348-345 v.Chr. in Assos. Ze richtten er een school voor filosofie op naar het voorbeeld van de Atheense Academie. Bekende leerlingen waren onder meer Callisthenes en Theophrastus. Deze instelling kende maar een kort leven, want de Perzische keizer Artaxerxes III veroverde Assos en liet koning Hermias ter dood brengen. Aristoteles kon veilig ontkomen naar Macedonië, waar hij aangesteld werd door een andere koninklijke vriend, Philippus II van Macedonië.
De Perzen werden uiteindelijk in 334 v.Chr. uit Assos verdreven door Philippus' zoon, Alexander de Grote. Niet lang daarna werd aldaar Cleanthes geboren, die later Zeno van Citium zou opvolgen als hoofd van de stoïcijnse school te Athene. Tussen 241 en 133 v.Chr. werd de stad geregeerd door de koningen van Pergamon. In 133 v.Chr. viel Assos, tezamen met de rest van het koninkrijk, toe aan het Romeinse Rijk. 
De apostel Paulus bezocht Assos in 56-57 n.Chr. tijdens zijn tweede zendingsreis.
In 1330 werd Assos door de Osmanen veroverd op de Byzantijnen.

## Bezienswaardigheden
- Antieke theater van Assos
- Tempel van Pallas Athene
- Moskee
- Standbeeld van Aristoteles